# Ovidiu Stîngă
Ovidiu Stîngă (n. 5 decembrie 1972) este un fost fotbalist român, care a jucat pentru Echipa națională de fotbal a României la Campionatele Mondiale de Fotbal din 1994 și 1998 și antrenor la UTA Arad . Și-a început cariera la Craiova fiind unul dintre cei mai buni fotbaliști din campionatul intern la aceea vreme. Ulterior s-a transferat la PSV Eindhoven, unde a jucat până în 2001, când a revenit la FC U Craiova. S-a retras din activitatea de fotbalist în 2006 după ce a demisionat din funcția de antrenor-jucător al Universității Craiova. În noiembrie 2007 a devenit manager sportiv la Universitatea Craiova. A pregătit o grupă de juniori a clubului PSV Eindhoven, iar din 2010 este antrenor principal al echipei naționale a României pentru jucători sub 18 ani. Stîngă este căsătorit și are doi băieți.
În martie 2008 a fost decorat cu Ordinul „Meritul Sportiv” clasa a III-a, pentru rezultatele obținute la turneele finale din perioada 1990-2000 și pentru întreaga activitate.